# کاستلنووو ماجرا
کاستلنووو ماجرا (به ایتالیایی: Castelnuovo Magra) یک کومونه در ایتالیا است که در استان لا اسپتزیا واقع شده‌است.

## خصوصیات
کاستلنووو ماجرا ۱۴٫۹ کیلومترمربع مساحت و ۷٬۹۴۸ نفر جمعیت دارد.

## خواهرخوانده
شهرهای اولیویرا د آزمیس و بارتون لاتیمر خواهرخوانده‌های کاستلنووو ماجرا هستند.